# Crusade:Zero
«Crusade: Zero» — дев'ятий студійний альбом Hate виданий 2015 року.

## Опис
| Інформація про композиції | Інформація про композиції                                     | Інформація про композиції |
| #                         | Назва                                                         | Тривалість                |
| ------------------------- | ------------------------------------------------------------- | ------------------------- |
| 1.                        | «Vox Dei» (інструментальна)                                   | 1:36                      |
| 2.                        | «Lord, Make Me an Instrument of Thy Wrath!» (інструментальна) | 1:41                      |
| 3.                        | «Death Liberator»                                             | 6:00                      |
| 4.                        | «Leviathan»                                                   | 6:25                      |
| 5.                        | «Doomsday Celebrities»                                        | 4:21                      |
| 6.                        | «Hate Is the Law»                                             | 5:27                      |
| 7.                        | «Valley of Darkness»                                          | 6:11                      |
| 8.                        | «Crusade:Zero»                                                | 4:29                      |
| 9.                        | «The Omnipresence» (інструментальна)                          | 1:02                      |
| 10.                       | «Rise Omega the Consequence!» (інструментальна)               | 5:35                      |
| 11.                       | «Dawn of War»                                                 | 6:03                      |
| 12.                       | «Black Aura Debris»                                           | 1:52                      |
| 50:42                     |                                                               |                           |

| Бонус трек | Бонус трек    | Бонус трек |
| #          | Назва         | Тривалість |
| ---------- | ------------- | ---------- |
| 13.        | «The Reaping» | 5:17       |
| 55:56      |               |            |

## Склад на момент запису
- Адам «The First Sinner» Бушко — вокал, гітари, тексти
- Конрад «Destroyer» Ратомовськи — бас
- Павел «Paul» Ярошевич[pl] — ударні

## Запрошені виконавці
- Філіп «Heinrich» Галуша[pl] — бас[1]